# Ali Khavari
Ali Khavari, född 14 oktober 1995 i Afghanistan, är en afghansk-svensk taekwondo-utövare från Angeredsklubben WTF Lejon och tränas av Ahmed Talabani. Han blev svensk mästare i 68 kg-klassen 2016, då han besegrade en annan afghan, Faradin Habibi (JSK), med 11-7 efter tre ronder i Norrmalmia sporthall i Piteå.
Ali Khavari började träna taekwando redan som fyraåring i Afghanistan. Han kom till Sverige hösten 2015 efter att ha flytt från Afghanistan.